# Исполнительный указ 14224
Указ 14224 (англ. Executive Order 14224) — указ президента США О придании английскому языку статуса государственного языка в США (англ. Designating English as the Official Language of the United States), подписанный Дональдом Трампом 1 марта 2025 года. Он символически придает английскому языку статус государственного, при этом не содержит никаких конкретных указаний по реализации этого статуса.

## Изменения в федеральных нормах для обеспечения удобства неанглоязычных
Указ 14224 отменяет исполнительный указ 13166, изданный президентом Биллом Клинтоном в августе 2000 года. Указ Клинтона требовал от агентств федерального правительства разработать планы по внедрению руководства министерства юстиции, гарантирующего лицам с ограниченным знанием английского языка (Limited English proficiency, LEP) упрощение доступа к федеральным услугам на недискриминационной основе, в необходимой степени и без чрезмерной нагрузки на агентства. В указе Трампа главам агентств предписывалось принимать меры, которые они «считают необходимыми для выполнения миссии своих агентств».

## Юридические полномочия
Конгресс США никогда не принимал законы, устанавливающие официальный язык на федеральном уровне, и Конституция США не указывает официальный язык.
Профессор права Офер Рабан написал, что в отсутствие одобренного Конгрессом закона этим указом президент «похоже, полагается на свои конституционные полномочия (включая полномочия над федеральными исполнительными агентствами)».